# Pittosporum heterophyllum
Pittosporum hétérophylle
Espèce
Pittosporum heterophyllum, le Pittosporum hétérophylle, est une espèce de plantes à fleurs de la famille des Pittosporacées originaire de Chine.